# Logy Bay-Middle Cove-Outer Cove
Logy Bay-Middle Cove-Outer Cove est une municipalité, située sur l'Île de Terre-Neuve, dans la province de Terre-Neuve-et-Labrador, au Canada. 

## Climat
| Mois                                  | jan.       | fév.     | mars       | avril    | mai       | juin      | jui.      | août     | sep.      | oct.    | nov.     | déc.     | année          |
| ------------------------------------- | ---------- | -------- | ---------- | -------- | --------- | --------- | --------- | -------- | --------- | ------- | -------- | -------- | -------------- |
| Température minimale moyenne (°C)     | −7,4       | −8       | −5,1       | −1,3     | 2,2       | 6         | 10,7      | 11,9     | 8,6       | 4,3     | 0,3      | −4,3     | 1,5            |
| Température moyenne (°C)              | −3,6       | −4       | −1,5       | 2,4      | 6,6       | 10,8      | 15,6      | 16,3     | 12,8      | 7,9     | 3,7      | −0,9     | 5,5            |
| Température maximale moyenne (°C)     | 0,3        | 0        | 2,1        | 6        | 11        | 15,7      | 20,4      | 20,7     | 16,9      | 11,4    | 7        | 2,6      | 9,5            |
| Record de froid (°C) date du record   | −24,4 1977 | −25 1994 | −23,3 1978 | −14 1994 | −7 1993   | −3,3 1977 | −1,1 1975 | 3,5 1983 | −1,1 1975 | −8 1984 | −13 1993 | −25 1984 | −25 27/12/1984 |
| Record de chaleur (°C) date du record | 16 1979    | 16 1984  | 15 1979    | 24 1986  | 26,7 1972 | 30 1988   | 30 1970   | 31 1996  | 30 2001   | 24 1987 | 25 1977  | 15 1979  | 31 7/8/1996    |
| Précipitations (mm)                   | 122,5      | 113,6    | 102,9      | 99,8     | 83,2      | 94,7      | 86,8      | 94,4     | 121,1     | 134,6   | 126      | 128,7    | 1 308,1        |
| dont neige (cm)                       | 49,6       | 45       | 25,3       | 9,9      | 1,8       | 0         | 0         | 0        | 0         | 0,4     | 9,3      | 32,2     | 173,6          |
| Nombre de jours avec précipitations   | 13,7       | 12,2     | 12         | 13,3     | 12,5      | 12,1      | 11,1      | 12,4     | 13,1      | 14,9    | 15,4     | 15,4     | 158            |
| Nombre de jours avec neige            | 8,2        | 6,7      | 3,8        | 1,6      | 0,29      | 0         | 0         | 0        | 0         | 0,05    | 1,8      | 5,7      | 28,2           |

| Diagramme climatique                                  |          |              |           |           |           |              |              |              |              |         |              |
| J                                                     | F        | M            | A         | M         | J         | J            | A            | S            | O            | N       | D            |
| 0,3−7,4122,5                                          | 0−8113,6 | 2,1−5,1102,9 | 6−1,399,8 | 112,283,2 | 15,7694,7 | 20,410,786,8 | 20,711,994,4 | 16,98,6121,1 | 11,44,3134,6 | 70,3126 | 2,6−4,3128,7 |
| Moyennes : • Temp. maxi et mini °C • Précipitation mm |          |              |           |           |           |              |              |              |              |         |              |